# Tiergarten Halberstadt
Koordinaten: 51° 52′ 22,2″ N, 11° 2′ 31,3″ O
Der Tiergarten Halberstadt ist der Tiergarten der Stadt Halberstadt in Sachsen-Anhalt.
Er erstreckt sich über etwa zehn Hektar an den Spiegelsbergen südwestlich der Stadt. Es werden dort etwa 280 Tiere von 60 Tierarten gehalten.

## Geschichte

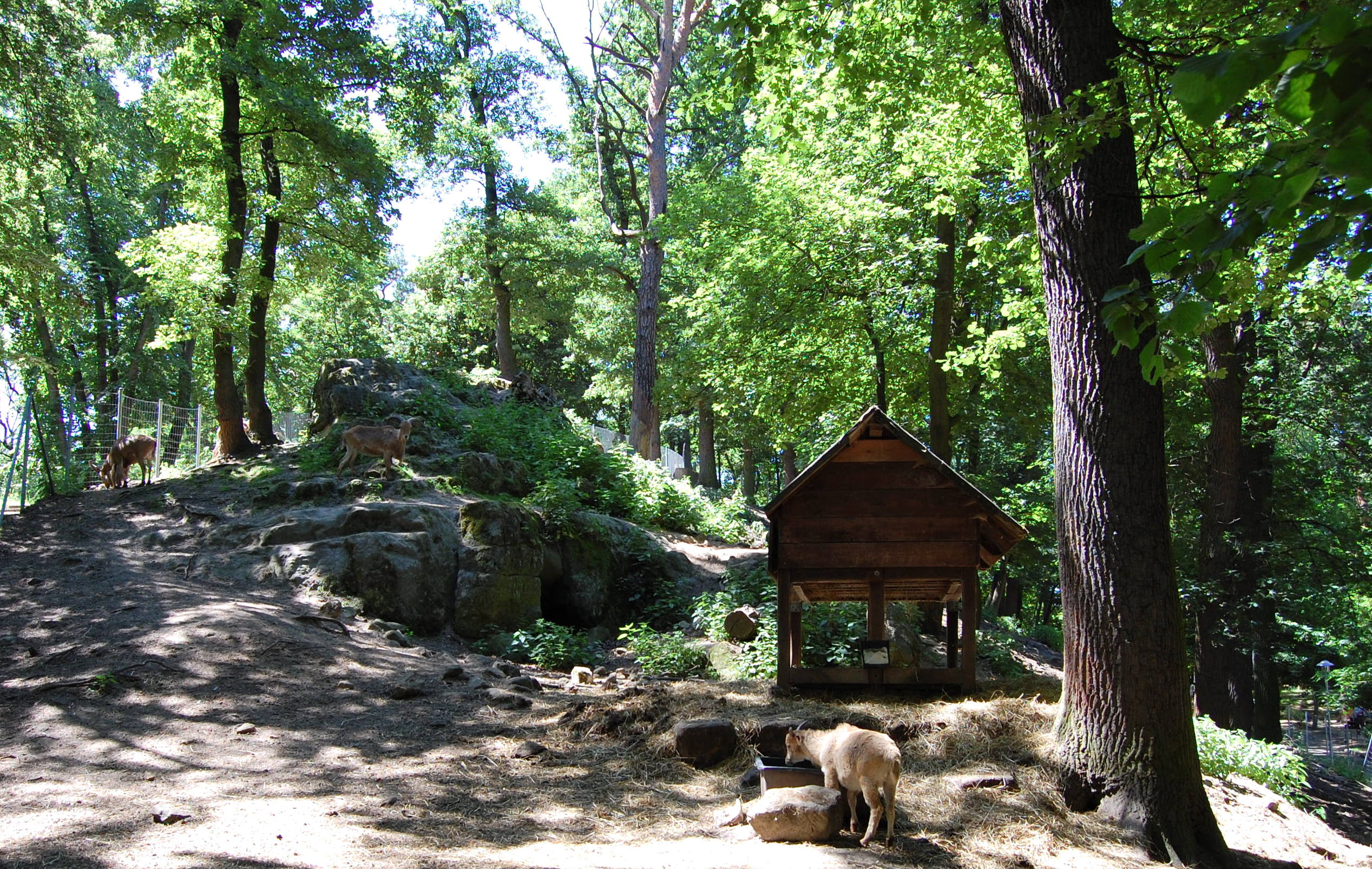
Ziegengehege

Die Idee zur Anlage entstand 1960. Ein erstes Rotwild-Gehege hatte eine Größe von 250 m² und wurde durch den Halberstädter Stadtförster Büschel gegründet. Erster Bewohner war der Rothirsch Hansi aus dem Museumsgarten. 1961 hielt man bereits 14 Tiere. Im Laufe der Zeit kamen Fasane, Ponys, Rehe und Ziegen dazu. Der Halberstädter Stadtrat befasste sich mit der Frage der Entwicklung der Anlage und beschloss den Ausbau zum Heimattiergarten. Später entschloss man sich jedoch trotzdem, auch nicht heimische Tiere zu halten, um die Attraktivität der Anlage zu erhöhen.
1972 begann man mit der Haltung von zwei Rhesusaffen. Als weitere Tierarten kamen auch Esel, Eulen, Füchse, Luchse, Sittiche, Waschbären und Wölfe hinzu. Am 1. Mai 1974 wurde für die gastronomische Versorgung die Waldschänke eröffnet. Im Jahr 1977 erhielt der Tiergarten eine Umzäunung und Beleuchtung. Abgesehen von einer freiwilligen Spendenkasse wurde kein Eintrittsgeld verlangt. Am 1. Mai 1980 wurde ein behindertengerechtes Streichelgehege eröffnet. In den 1980er Jahren folgte eine Erweiterung um weitere Affen sowie Emus, Lamas, Kängurus, Marderhunde, Papageien und Stachelschweine. Es begannen regelmäßige Aufführungen von Tiershows.
Nach der politischen Wende des Jahres 1989 musste die Finanzierung neu geregelt werden. So wurden Eintrittspreise eingeführt und Souvenirs und Eis verkauft. Seit 1992 können Tierpatenschaften eingegangen werden. Der Tierbestand wurde deutlich ausgebaut. Nach Guanakos wurden 1993 Trampeltiere, Erdmännchen, Kraniche, Nandus, Strauße und Störche angeschafft.
Ein behindertengerechter Spielplatz wurde 1997 gebaut. 2000 wurde der Tiergarten von der Deutschen Tierparkgesellschaft als Hervorragender Tiergarten des DTG ausgezeichnet und war damit der erste Träger des Preises nach seiner Einführung.
Im Tiergarten befindet sich auf 1200 m² eine begehbare Berberaffenanlage. Seit dem Jahr 2010 werden auch Nasenbären gehalten.